# Semachrysa
Semachrysa is een geslacht van insecten uit de familie van de gaasvliegen (Chrysopidae), die tot de orde netvleugeligen (Neuroptera) behoort.

## Soorten
- S. claggi (Banks, 1937)
- S. contorta Brooks, 1983
- S. cruciata (Esben-Petersen, 1928)
- S. dammermani (Esben-Petersen, 1929)
- S. decorata (Esben-Petersen, 1913)
- S. guangxiensis X.-k. Yang & C.-k. Yang, 1991
- S. hyndi Brooks, 1983
- S. jade Winterton, Guek & Brooks, 2012
- S. matsumurae (Okamoto, 1914)
- S. minuta Brooks, 1983
- S. nigribasis (Banks, 1920)
- S. papuensis Brooks, 1983
- S. phanera (C.-k. Yang, 1987)
- S. picilabris (Kimmins, 1952)
- S. polysticta Brooks, 1983
- S. polystricta C.-k. Yang & X.-x. Wang, 1994
- S. pulchella Tsukaguchi, 1995
- S. sagitta Brooks, 1983
- S. wallacei Brooks, 1983
- S. yananica C.-k. Yang & X.-k. Yang, 1989